# Pühel

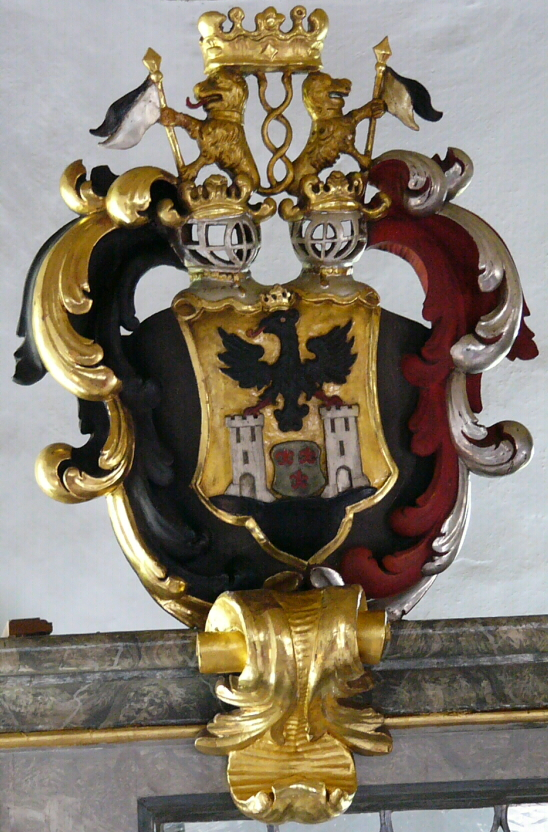
Wappen der Familie

Die Familie von Pühel war ein deutsches Adelsgeschlecht.
Die Familie von Pühel folgte in Döhlau nach dem Aussterben der Familie der Rabensteiner zu Döhlau nach einigen kurzen Besitzerwechseln Mitte des 17. Jahrhunderts als Besitzer von Schloss Döhlau und Patronatsherren der Döhlauer Kirche nach. Leonhard von Pühel stiftete 1680 den Kanzelaltar. Das Epitaph von Barbara Dorothea von Pühel († 1689) ist erhalten geblieben. Heinrich Andreas Lohe porträtierte Anna Margarethe von Pühel († 1682) Besitznachfolger der Pühel waren die von Waldenfels. Nach der Familie sind in Döhlau die Grundschule und eine Straße benannt.